# 여위황
여위황(呂威璜, ? ~ 200년)은 중국 후한 말의 무장이다.

## 생애
원소(袁紹)를 섬겼다.
오소에서 수원진(眭元進), 한거자(韓莒子), 조예(趙叡)와 함께 지켰으나, 패하였다고만 기록되어 있다.

## 《삼국지연의》에서의 여위황
삼국지연의에서의 여위황은 정사의 기록보다 자세하게 적혀져 있는데, 수장 순우경(淳于瓊)과 함께 술에 취하여 방비를 허술하게 하였다. 이때 조조(曺繰)가 야습을 해오자 미처 맞서지도 못하고 전사하였으며, 군량고는 조조에 의해 불질러졌다. 라고 기록되어 있다.